# جنیفر هاتچیسون
جنیفر هاتچیسون (به انگلیسی: Gennifer Hutchison) نویسنده برنامه‌های تلویزیونی اهل آمریکا است که عمده شهرت وی بخاطر فعالیت در مجموعه تلویزیونی برکینگ بد است. وی بخاطر همکاری با این مجموعه به عنوان نویسنده موفق به دریافت دو جایزه از انجمن نویسندگان آمریکا در سال‌های ۲۰۱۲ و ۲۰۱۳ شد. پیش از برکینگ بد، وی سابقه همکاری با دیگر مجموعه‌های مشهوری چون پرونده‌های اکس و مد من را نیز دارد.
جنیفر هاتچیسون همسر «اندرو ارتنر» است. همسر وی در مجموعه برکینگ به عنوان تهیه‌کننده حضور داشت.

## پیوند
- جنیفر هاتچیسون در بانک اطلاعات اینترنتی فیلم‌ها